# 东林寺 (上海市)
30°53′48″N 121°09′41″E / 30.89662°N 121.16134°E
东林寺，位于中华人民共和国上海市金山区朱泾镇东林街150号。是一个古建筑、上海市文物保护单位。

## 沿革
元至大元年（1308年），东林寺创建，曾名观音堂。元延佑年间，改名东林禅寺。至正年间，因战乱被毁。明朝初年重建，之后被毁掉。清朝乾隆年间再重建，嘉庆十年（1805年）重修。道光五年（1825年）又爆发火灾，道光九年重建，之后又爆发火灾，仅遗存大雄宝殿。其大殿为重檐歇山式，面阔五间，面积348平方米。1987年，东林寺大殿被列为市级文物保护单位。1993年再次维修。因大殿地基自然沉降，1998年5月19日再次加固，同年12月17日竣工。

## 图集

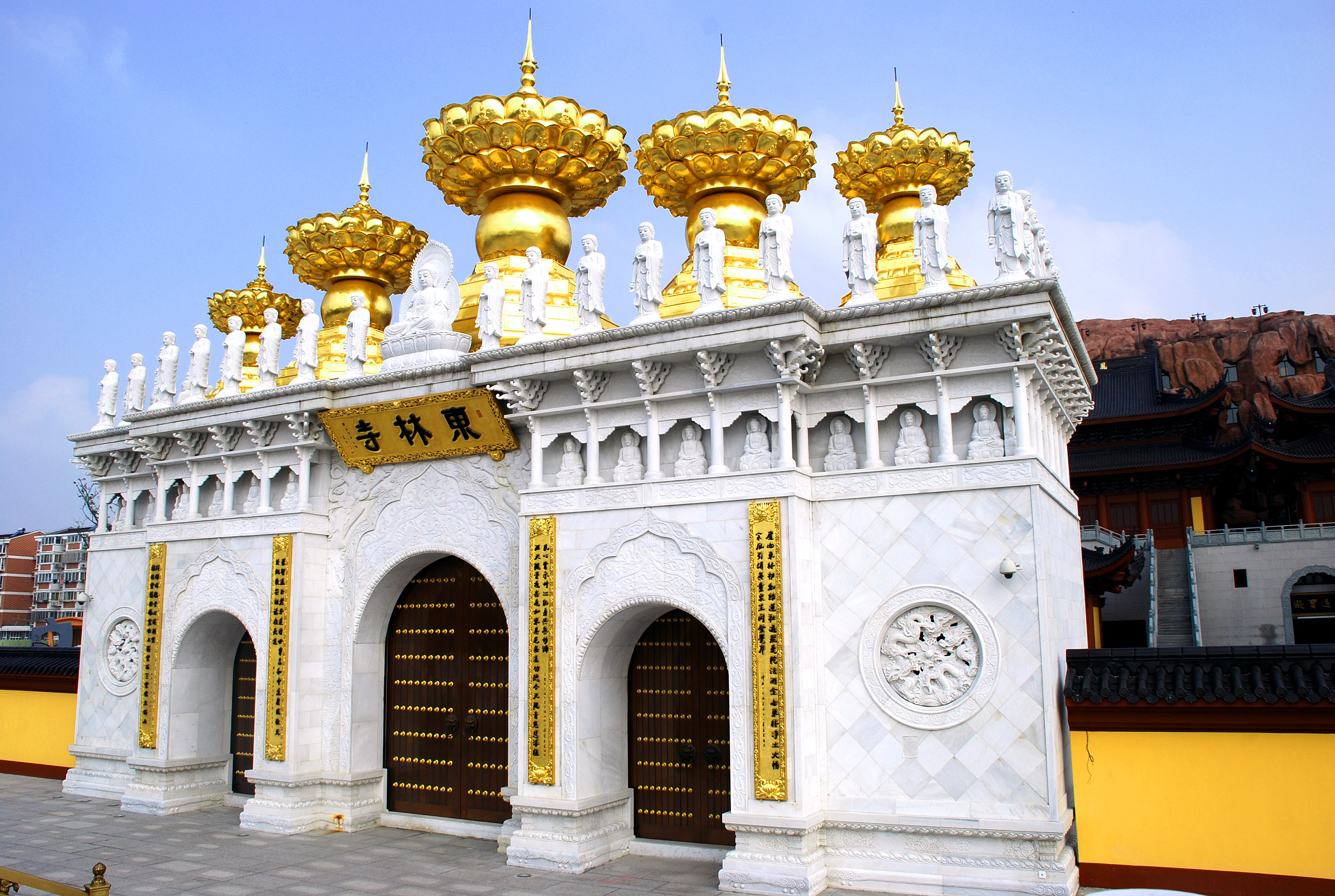
东林寺大门
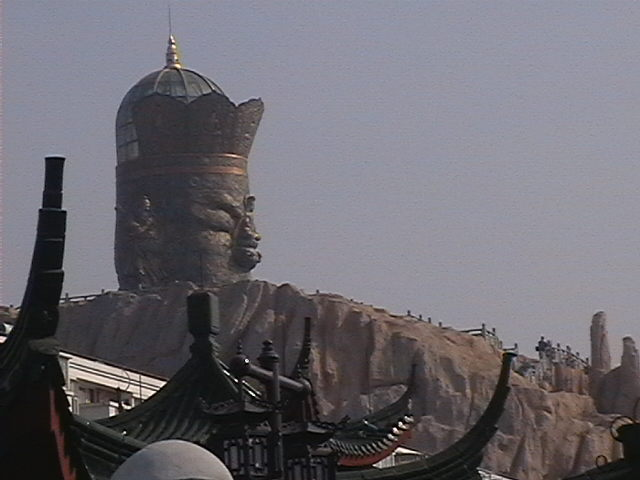
朱泾东林寺
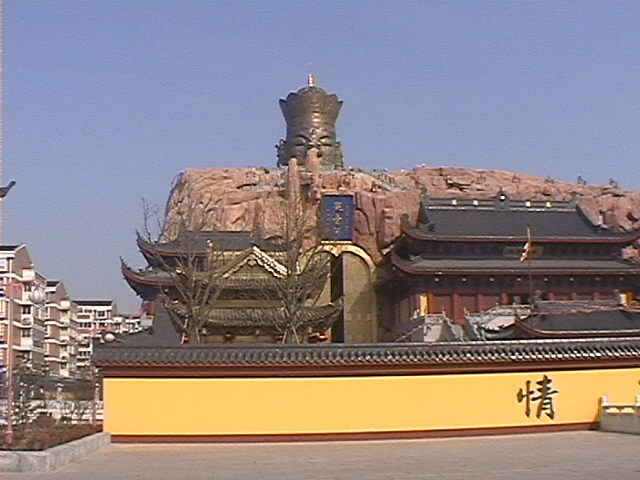
朱泾东林寺
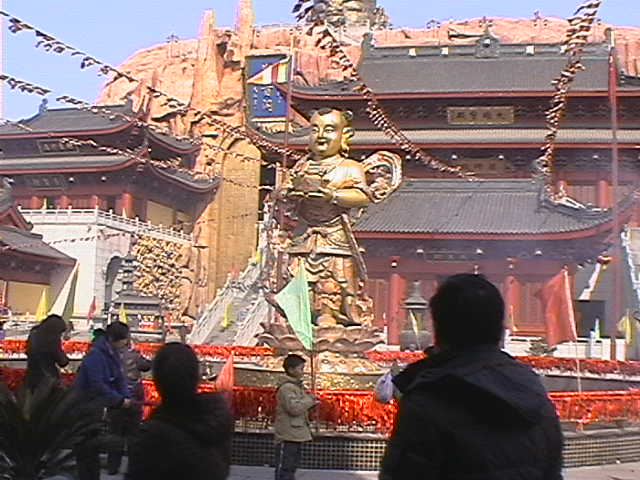
朱泾东林寺
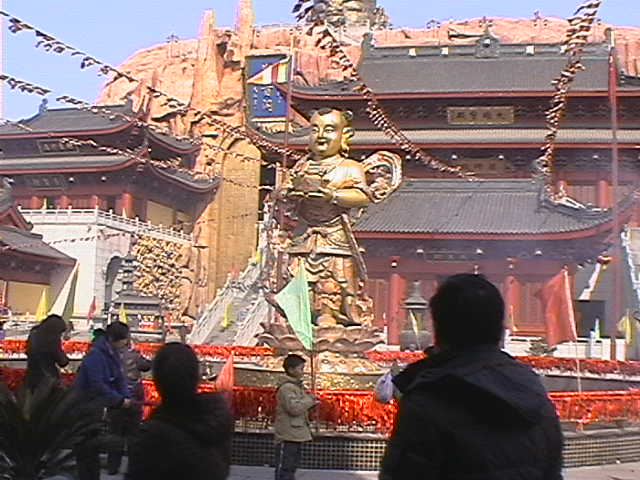
朱泾东林寺
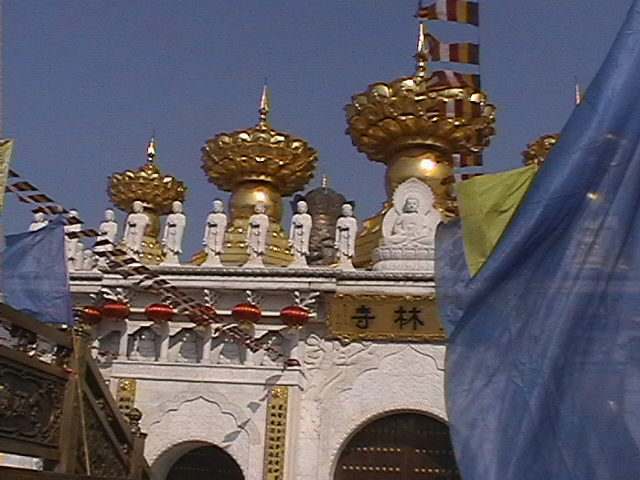
朱泾东林寺
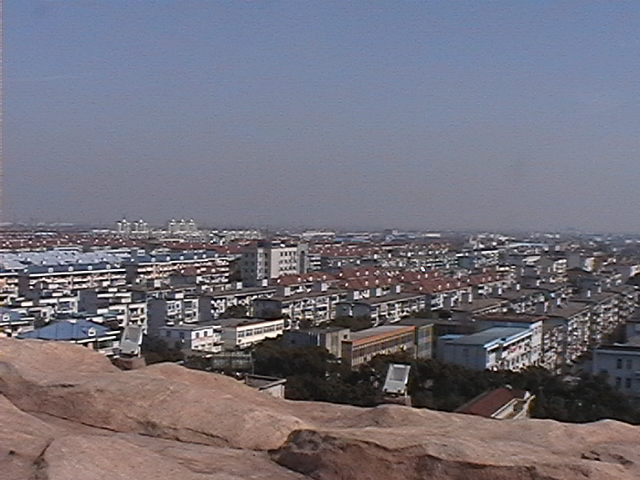
朱泾东林寺五佛冠远眺
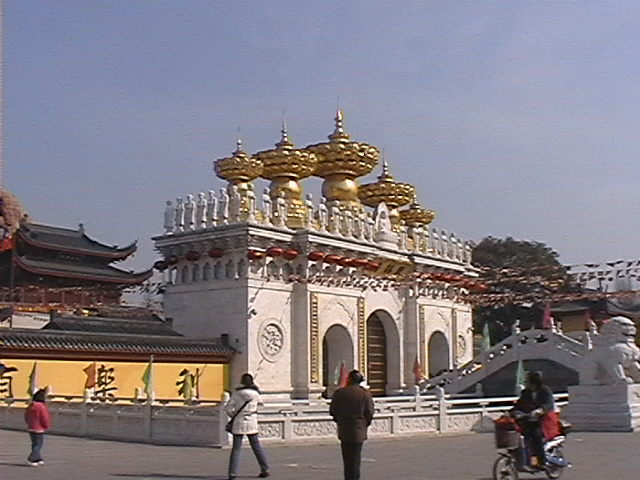
朱泾东林寺大门
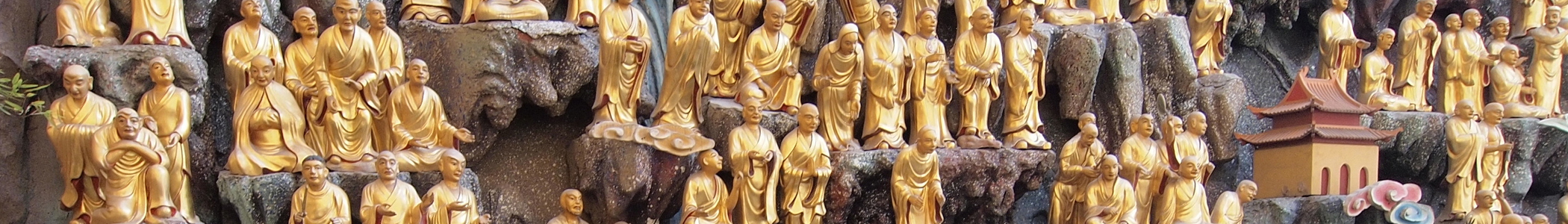
上海东林寺
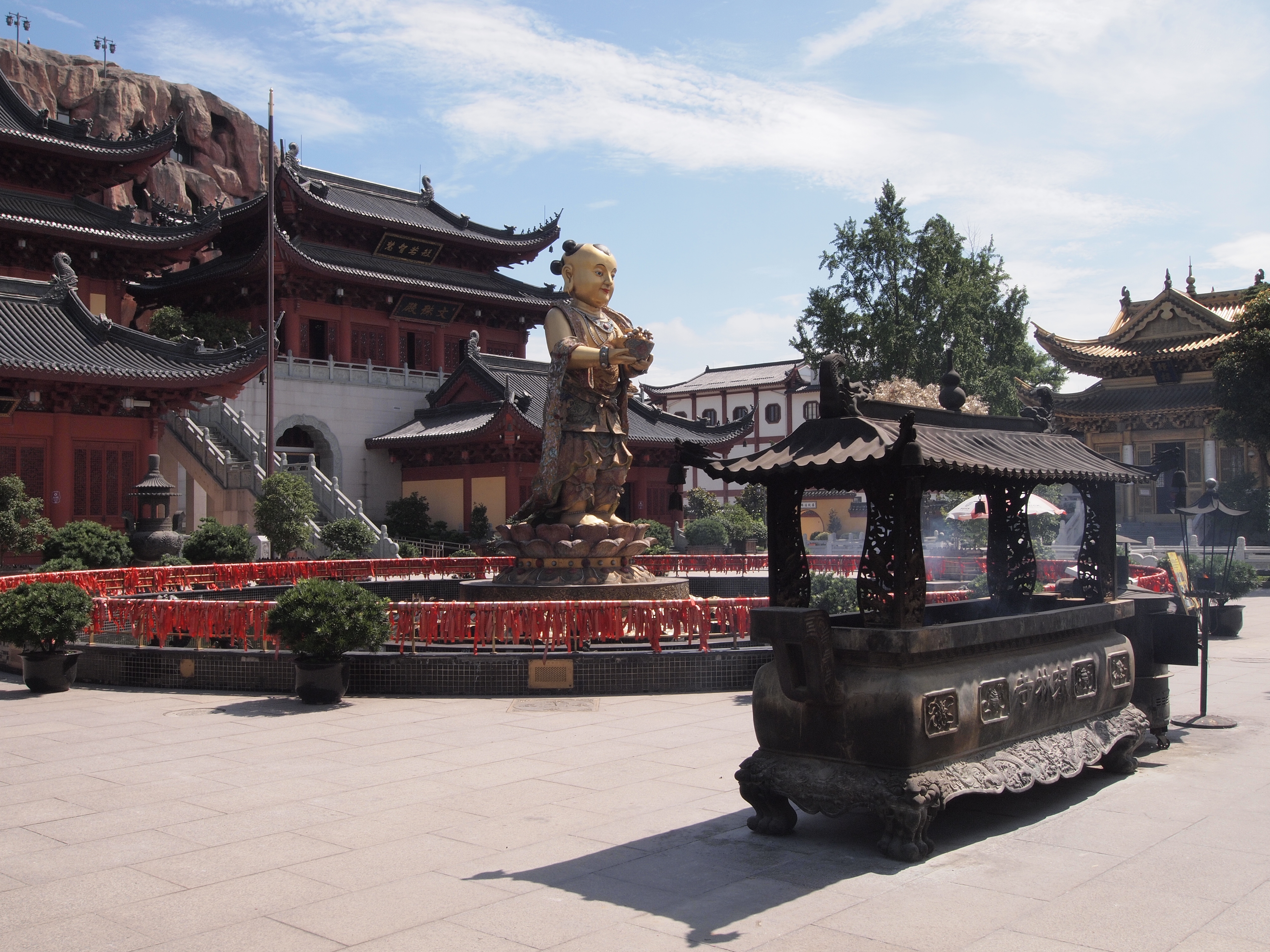
上海东林寺
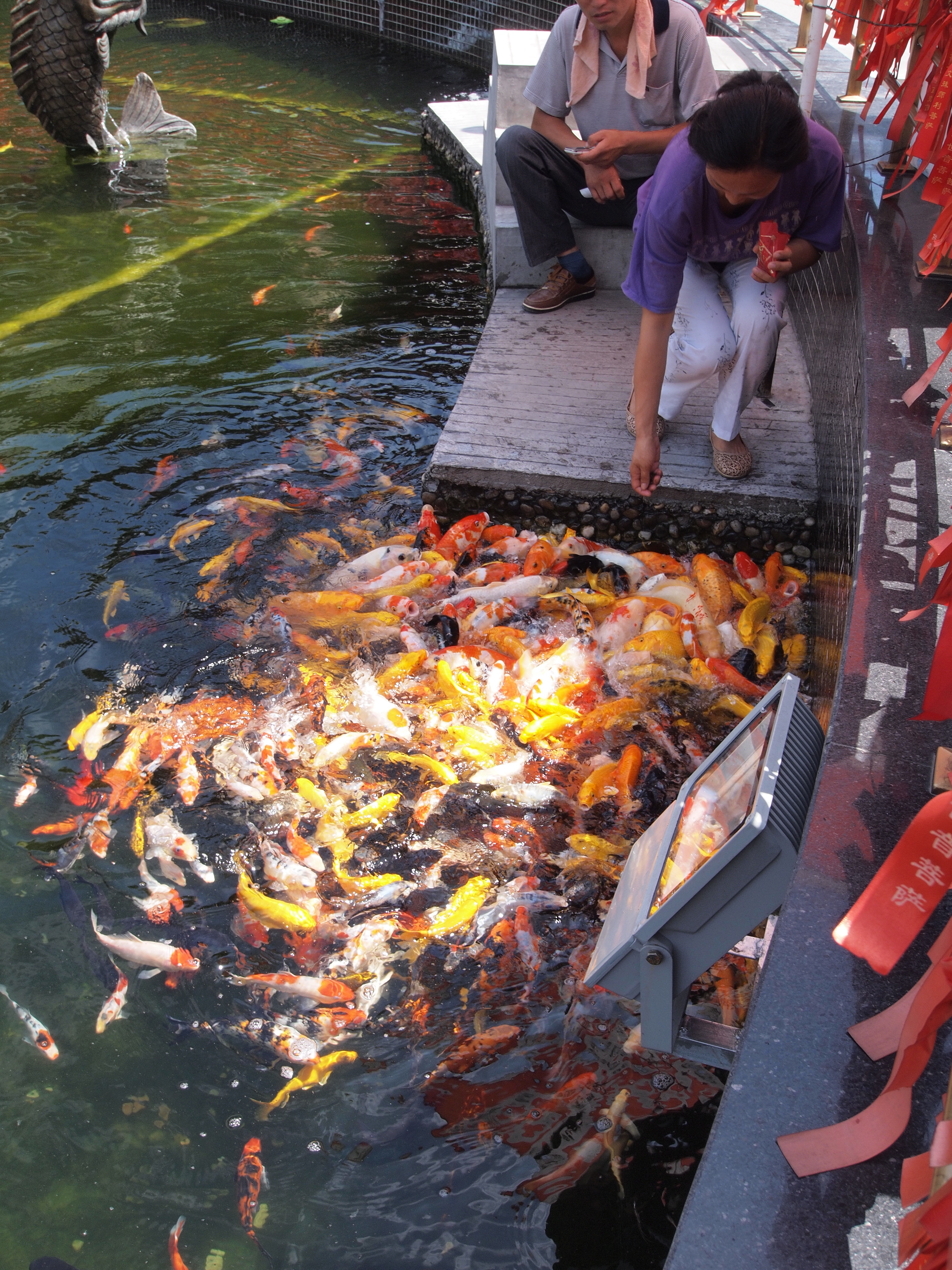
上海东林寺放生池
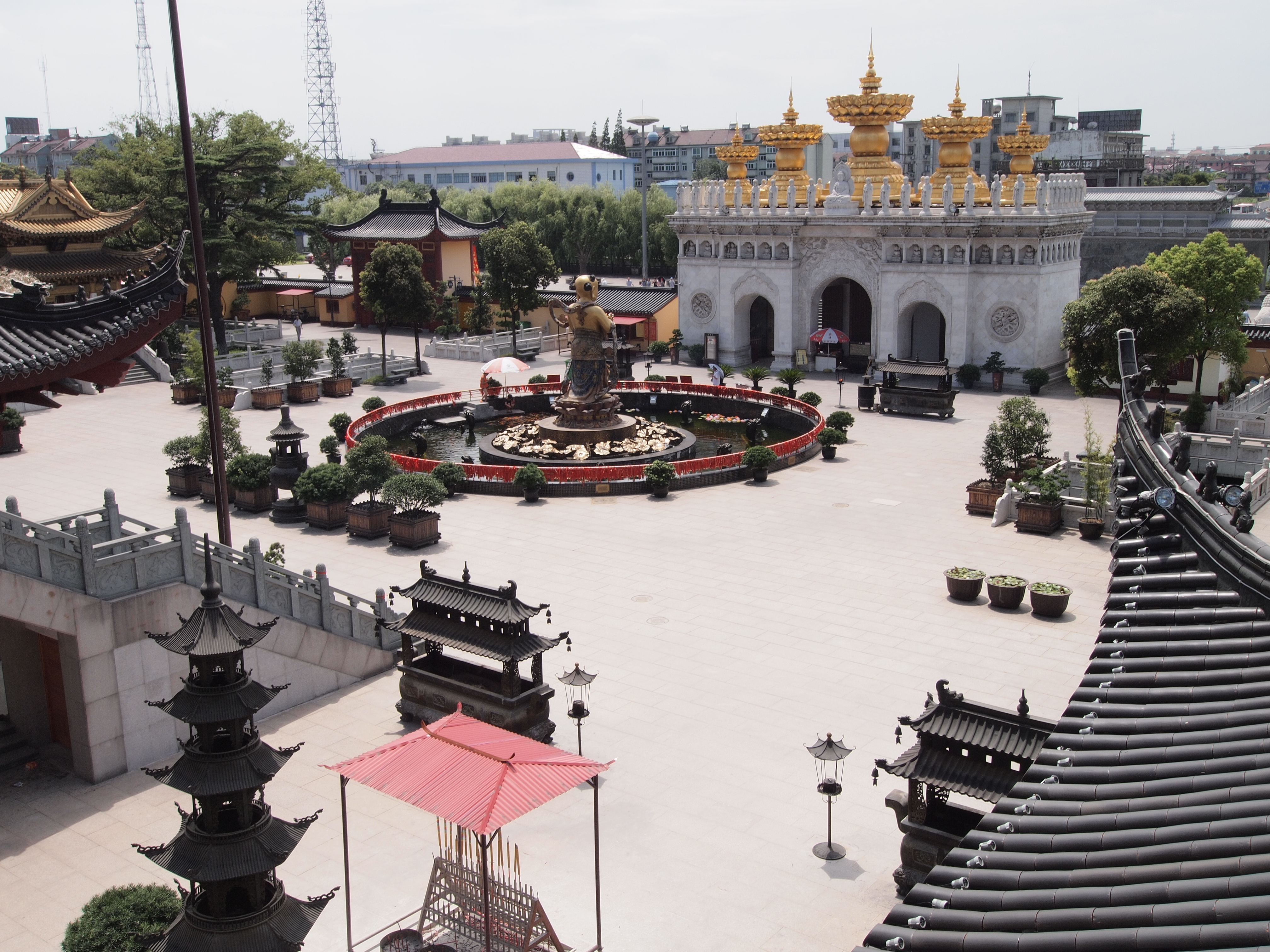
上海东林寺
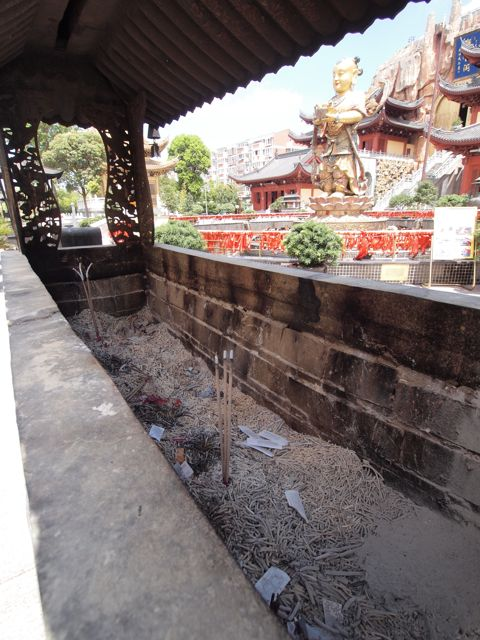
上海东林寺
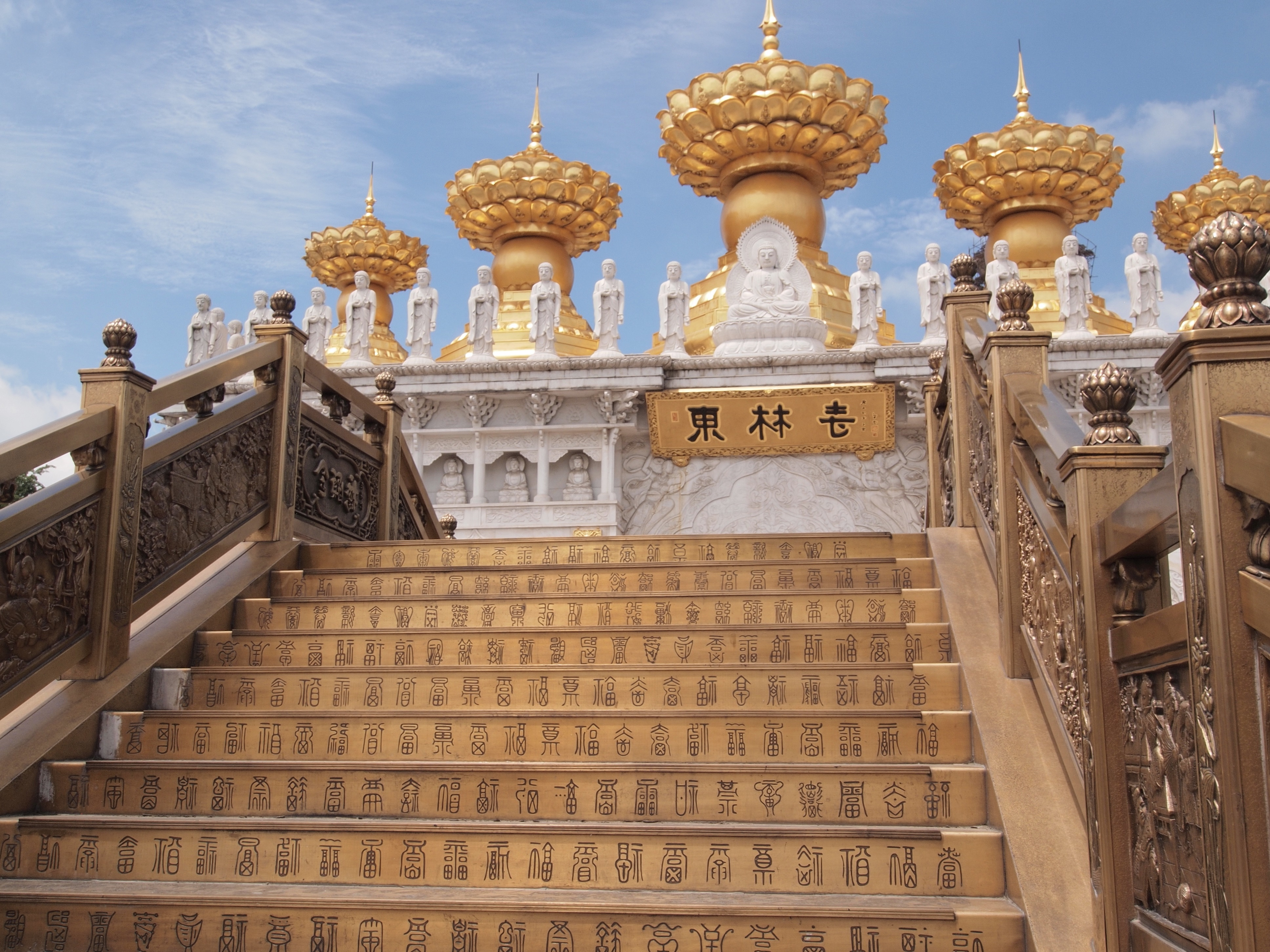
上海东林寺
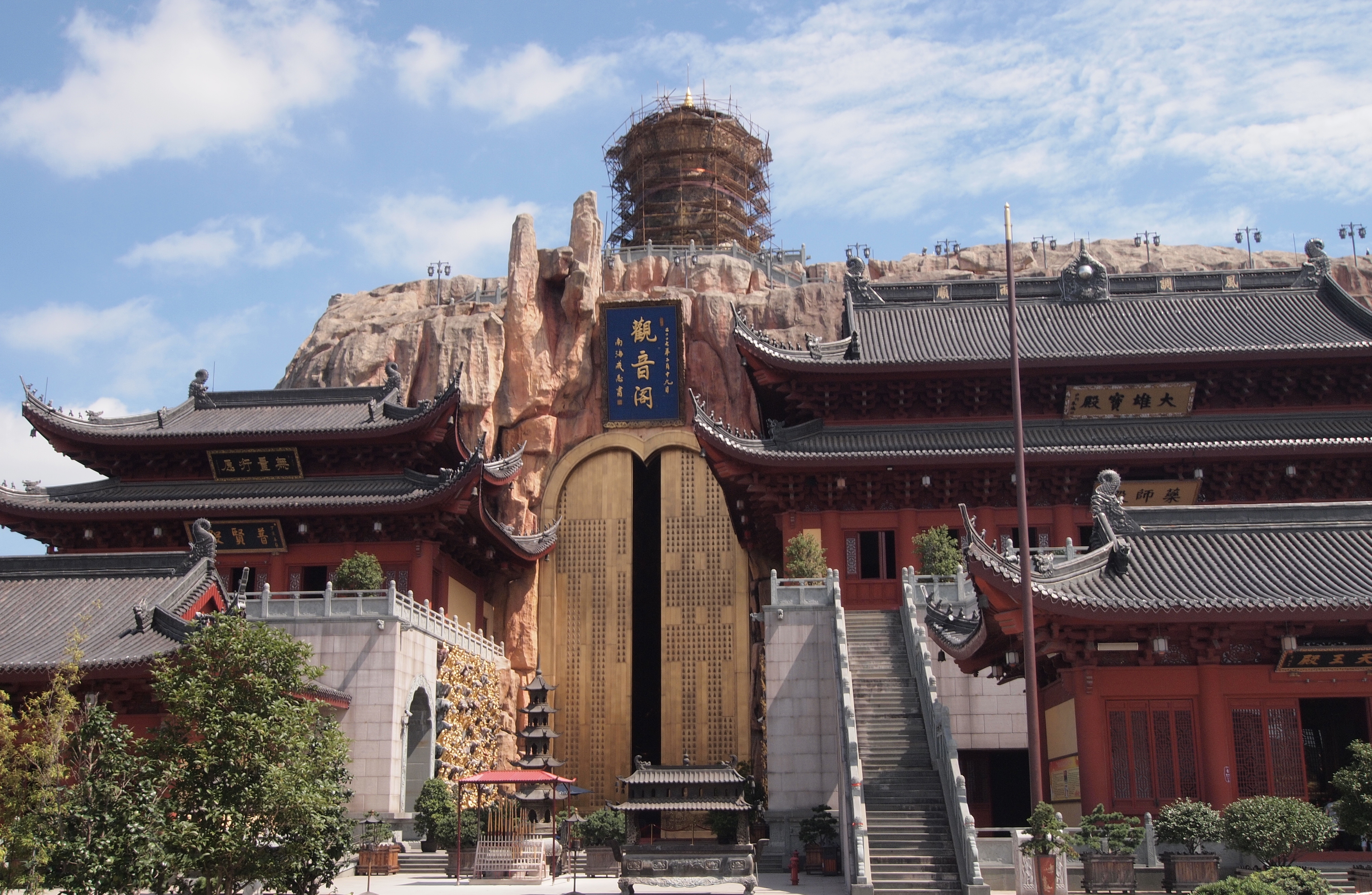
上海东林寺